# Saïd El Khadraoui
Saïd El Khadraoui, né le 9 avril 1975 à Louvain est un homme politique belge flamand, membre du Sp.a.
Il a une maîtrise d'histoire moderne (KU Leuven) (1997), une formation complémentaire en relations internationales (KU Leuven) (1998).
Il est fonctionnaire au ministère des affaires étrangères (depuis 1999);
membre du bureau national du parti (depuis 2003); secrétaire international de la SP.a (depuis 2007).

## Fonctions politiques
- 1998-1999 : membre du cabinet du vice-premier ministre et ministre de l'intérieur;
- 1999-1999 : membre du cabinet du vice-premier ministre et ministre du budget;
- 1994- :Conseiller communal de Louvain ;
- 2001-2003 : Échevin de Louvain ;
- 2003-2003 : Député à la Chambre des représentants;
- 2003-2014 : Député au Parlement européen.

## Décorations
- Chevalier de l'ordre de Léopold (26 mai 2014)[1]